# Racketeer Influenced and Corrupt Organizations Act
La llei de testaferros i d'organitzacions corruptes, comunament coneguda com la Llei RICO, o simplement RICO. També s'utilitza l'acrònim OCCA sigles les quals en anglès signifiquen Organized Crime Control Act (en català Llei de Control del Crim Organitzat). És una llei federal dels Estats Units, que preveu sancions penals pels actes realitzats en el marc d'una organització criminal en curs. La Llei RICO se centra específicament en el crim organitzat, i permet que els líders d'un sindicat puguin ser jutjats pels delictes que van enviar a altres a fer, tancant una llacuna percebuda que permet que una persona que va instruir a una altra perquè, per exemple, anteriorment a la llei, aquests líders podien ser exempts del judici, ja que en realitat no haurien comès el crim personalment.
RICO va ser promulgada per la secció 901 (a) de la Llei de Control del Crim Organitzat de 1970 (Pub.L. 91-452, 84 Stat. 922, promulgada el 15 d'octubre de 1970), i està codificada en 18 USC ch. 96-18 USC §§ 1961-1968. G. Robert Blakey, un assessor del Comitè d'Operacions Governamentals del Senat dels Estats Units, va redactar la llei amb la supervisió del president del comitè, el senador John Little McClellan. Va ser promulgada com el títol IX de la Llei de Control del Crim Organitzat de 1970 i promulgada per Richard M. Nixon. Si bé el seu ús original en la dècada de 1970 era de processar la màfia, així com altres que estaven participant activament en el crim organitzat, la seva posterior aplicació ha estat més generalitzada.
A partir de 1972, 33 Estats van aprovar les lleis estatals RICO per ser capaços de processar una conducta similar.

## Resum
Sota la llei RICO, una persona que ha comès "almenys dos actes d'activitat de delinqüència organitzada", elaborat a partir d'una llista de 35-27 delictes federals i 8 delictes dins de l'estat d'un període de 10 anys es poden carregar amb el crim organitzat, si aquests actes estan relacionats d'un dels quatre modes especificats a una "empresa". Els culpables d'extorsió poden ser multats fins a 25.000 $ i condemnats a 20 anys de presó per cada càrrec de crim organitzat. A més, el mafiós ha d'anul·lar tots els guanys i interessos en qualsevol negoci adquirit a través d'un patró d'"activitat de delinqüència."
Quan el fiscal federal decideix acusar algú sota RICO, ell o ella té l'opció de buscar una ordre de restricció preventiva o mesura cautelar per a apoderar-se temporalment els actius d'un demandat i evitar la transferència de la propietat potencialment confiscable, així com requerir la demandada a posar una garantia de compliment. Aquesta disposició es va col·locar en la llei pel fet que els propietaris de les societats fictícies relacionades amb la màfia sovint van fugir amb els actius. Un enllaç ordre judicial i/o el rendiment assegura que hi ha alguna cosa per prendre en cas d'un veredicte de culpabilitat.
En molts casos, l'amenaça d'una acusació RICO pot obligar els acusats a declarar-se culpable de càrrecs menors, en part a causa de la confiscació dels actius faria més difícil pagar un advocat de defensa. Malgrat les seves disposicions dures, un càrrec relacionat RICO es considera fàcil de provar en la cort, ja que se centra en els patrons de comportament davant els actes criminals.
RICO també permet que un particular "danyat de la seva empresa o propietat" per un "mafiós" pot presentar una demanda civil. El demandant ha de provar l'existència d'una "empresa". L'acusat (s) no són l'empresa; en altres paraules, el demandat (s) i l'empresa no són una i la mateixa Ha de ser una de les quatre relacions especificades entre el demandat (s) com l'empresa: sigui el demandat (s) hagués intervingut el producte del patró d'activitat de delinqüència organitzada en l'empresa (18 USC § 1962 (a)); o el demandat (s) adquirit o es mantenen un interès en, o el control de l'empresa a través del patró d'activitat de delinqüència organitzada (incís (b)); o el demandat (s) realitzat o participat en els assumptes de l'empresa "a través de" el patró d'activitat de delinqüència organitzada (incís (c)); o el demandat (s) va conspirar per fer un dels anteriors (apartat (d)). En essència, l'empresa és o bé el 'premi,' instrument ',' 'víctima', o 'culpable' dels estafadors. Una acció civil RICO pot ser presentada a la cort estatal o federal.
Tant els components civils i penals permeten la recuperació dels danys aguts (danys en el triple de la quantitat d'indemnització per danys reals).
Encara que la seva intenció principal era fer front a la delinqüència organitzada, Blakey va dir que el Congrés mai va disposar que s'apliqués només a la multitud. Una vegada li va dir el temps "No volem un conjunt de regles per a les persones, els colls són blaus o els noms acaben en vocal, i un altre conjunt per aquells, els colls són de color blanc i tenen diplomes de la Ivy League."
Inicialment, els fiscals es van mostrar escèptics d'utilitzar RICO, principalment perquè no l'havien probat mai. No obstant això, durant els anys 1980 i 1990, els fiscals federals utilitzen la llei per presentar càrrecs contra diverses figures de la màfia. El primer gran èxit va ser la Comissió de prova de la màfia, el que va donar lloc a diversos alts dirigents de les cinc famílies de la Ciutat de Nova York per aconseguir el que equivalia a cadena perpètua. Amb el canvi de segle, els casos RICO van resultar en la pràctica totalitat dels principals líders de la màfia de Nova York de ser enviats a la presó.

## Lleis estatals
A partir de 1972, 33 estats, així com Puerto Rico i les Illes Verges dels Estats Units, adopten la llei estatal RICO per cobrir delictes estatals addicionals sota un esquema similar.

## Delictes determinants sobre la llei RICO
Segons la llei, el significat de l'activitat de delinqüència s'estableix en 18 USC § 1961. Actualment inclou:
- Qualsevol violació de les lleis estatals en contra dels jocs d'atzar, l'assassinat, el segrest, l'extorsió, incendi, robatori, el suborn, el tràfic de material obscè, o la negociació d'una substància controlada o substància química enumerada (com es defineix en la llei de substàncies controlades);
- Qualsevol acte de suborn, la falsificació, la malversació, el frau, obstrucció de la justícia, l'esclavitud, el blanqueig de diners, comissió d'un assassinat a sou, i molts altres delictes compresos en el Codi Penal Federal (títol 18);
- Malversació de fons de la Unió;
- Frau de fallida o frau de valors;
- El tràfic de drogues; xarxes de drogues elaborades a llarg termini i també poden ser processats mitjançant l'Estatut de l'empresa Contínua Penal;
- Infracció de copyright criminal;
- Ajudar o assistir estrangers a entrar il·legalment al país (si l'acció va ser amb ànim de lucre);
- Els actes de terrorisme.

Patró d'activitat de delinqüència requereix almenys dos actes d'activitat de delinqüència organitzada, un dels quals es van produir després de la data efectiva d'aquest capítol i l'últim dels quals es va produir dins dels deu anys (sense incloure el període de presó) després de la comissió d'un acte previ de l'activitat de delinqüència organitzada. El Tribunal Suprem dels EUA ha donat instruccions als tribunals federals per seguir la prova de continuïtat més relació amb la finalitat de determinar si els fets d'un cas específic donen lloc a un patró establert. Actes predicats estan relacionats si "tenen els mateixos o similars objectius, els resultats, els participants, les víctimes o els mètodes de comissió, o d'una altra manera estan interrelacionats distingint característiques, no són fets aïllats". (H. J. Inc v. Northwestern Bell Telephone Co) La continuïtat és tant un concepte tancat i obrir composició, sia en referència a un període tancat de conducta o de comportament en el passat que pels seus projectes de naturalesa en el futur amb una amenaça de repetició.

## L'aplicació de lleis RICO
Encara que alguns dels actes predicats per RICO són l'extorsió i el xantatge, una de les aplicacions més reeixides de les lleis RICO ha estat la possibilitat d'acusar i processar o sancionar els particulars pel seu comportament i accions comeses contra els testimonis i les víctimes en suposada represàlia o càstig per cooperar amb policies o agents federals d'intel·ligència.
Violacions de les lleis RICO poden ser al·legades en casos de demandes civils o càrrecs criminals. En aquests casos, els càrrecs poden ser portats en contra d'individus o corporacions en venjança per aquests individus o corporacions que treballen amb la policia. A més, els càrrecs també poden ser portats en contra d'individus o corporacions que han demandat o presentats càrrecs criminals contra un acusat.
Les lleis anti-SLAPP (demanda estratègica contra la participació del públic) es poden aplicar en un intent de frenar els suposats abusos del sistema legal per individus o corporacions que utilitzen els tribunals com una arma per prendre represàlies contra els denunciants, víctimes, o per silenciar l'expressió d'un altre. RICO podria al·legar si es pogués demostrar que els advocats i/o els seus clients van conspirar i van col·laborar per confeccionar les queixes legals ficticies exclusivament en el càstig i la venjança per si mateixos d'haver estat portats davant els tribunals.
Tot i que les lleis RICO podran cobrir delictes de tràfic de drogues, a més d'un altre predicat més tradicional RICO actes com ara l'extorsió, el xantatge i xarxes de drogues organitzades estan ara comunament processades sota l'Estatut de l'empresa Contínua Penal, també conegut com el " Kingpin Estatut ". Les lleis de CCE es dirigeixen només traficants que són responsables de llarg termini i conspiracions elaborades; mentre que la llei RICO cobreix una varietat de comportaments delictius organitzats.

## Casos famosos

### Hells Angels Motorcycle Club
El 1979, el Govern federal dels Estats Units va ser després de Sonny Barger i diversos membres i associats de la carta d'Oakland dels Hells Angels utilitzant RICO. A  Estats Units vs. Barger, l'equip de la fiscalia va intentar demostrar un patró de comportament per condemnar Barger i altres membres del club per delictes d'acord amb la Llei RICO relacionats amb armes de foc i drogues il·legals. El jurat finalment va absoldre Barger pels càrrecs de la Llei RICO, amb un Jurat en desacord que deia: "No hi havia cap prova que era part de la política del club, i per molt que ho van intentar, el govern podria no arribar a cap registre incriminatori des de qualsevol de les nostres reunions se citen drogues i armes".

### Frank Tieri
El 21 de novembre de 1980, el cap Frank "Funzi" Tieri, de la família Genovesa del crim va ser el primer cap mafiòs a ser condemnat en virtut de la Llei RICO.

### Casos d'abusos sexuals catòlics
En algunes jurisdiccions, han estat presentades contra diòcesi catòlics, usant les lleis contra el crim organitzat per processar l'episcopat pels abusos comesos per les persones sota la seva autoritat. Un gran jurat de Cleveland va incriminar dos bisbes per càrrecs de crim organitzat, en veure que el seu mal maneig de les reclamacions d'abús sexual no constituïa delicte organitzat. Certs advocats i defensors d'abús s'han preguntat obertament per què una demanda similar no va ser presentada contra l'arquebisbe Bernard Law abans d'entrar a la Ciutat del Vaticà.

### Gil Dozier
El Comissionat de Louisiana d'Agricultura i Silvicultura amb Gil Dozier en el càrrec des de 1976 fins a 1980, va patir una acusació per violacions tant de la Hobbs i les lleis RICO. Se'l va acusar d'empreses convincents que fan negocis amb el seu departament per fer contribucions a la campanya a favor seu. El 23 de setembre de 1980, el Baton Rouge Cort de Districte dels Estats Units per al Districte Mitjà de Louisiana condemnat Dozier de cinc càrrecs d'extorsió. La condemna de deu anys de presó, més endavant s'actualitza a divuit quan es van determinar altres delictes, i una multa de 25.000 $ va ser suspesa pendent d'apel·lació, i Dozier es va mantenir lliure de rescatar finalment es va servir gairebé quatre anys fins que una presidencial commutació de la sentència el va alliberar el 1986.

### Key West PD
Al voltant de juny de 1984, la Departament de Policia de Key West que es troba en el Comtat de Monroe, Florida, es va declarar una empresa criminal sota RICO després d'un llarga estatuts del Departament de Justícia dels Estats Units d'investigació. Diversos oficials d'alt rang del departament, incloent el subcap de policia Raymond Cassamayor, van ser detinguts per càrrecs federals de funcionament d'una raqueta de protecció per als contrabandistes il·legals de cocaïna Al judici, un testimoni va declarar que les bosses de cocaïna a l'oficina del cap adjunt a l'Ajuntament es va lliurar rutinàriament

### Michael Milken
El 29 març de 1989 el financer nord-americà Michael Milken va ser acusat de 98 càrrecs de crim organitzat i frau en relació amb una investigació sobre una denúncia d'informació privilegiada i altres delictes. Milken va ser acusat d'utilitzar una xarxa àmplia de contactes per manipular els preus d'accions i bons. Va ser una de les primeres ocasions en què una acusació RICO es dirigeix contra una persona sense vincles amb el crim organitzat. Milken es va declarar culpable de sis delictes menors de frau de valors i l'evasió d'impostos en lloc d'arriscar-se a passar la resta de la seva vida a la presó i va acabar servint 22 mesos de presó. A Milken també se li va ordenar suspensió de per vida en la indústria de valors
El 7 de setembre de 1988, l'empresari de Milken, Drexel Burnham Lambert, va ser amenaçat de ', la doctrina "superior respondat' ric 'càrrecs legals que les empreses són responsables dels crims dels seus empleats. Drexel va evitar càrrecs RICO mitjançant la introducció d'un Doctrina Alford per a menors delictes d'estacionament estoc i manipulació d'accions. En una declaració acuradament redactada, Drexel va dir que "no estava en condicions de disputar les acusacions" fetes pel Govern. Si Drexel havia estat acusat en virtut de la Llei RICO, hauria hagut de pagar una fiança de rendiment de fins a 1 mil milions $ per evitar que els seus actius es congelessin. Això hauria tingut prioritat sobre totes les altres obligacions, incloent-hi la signatura dels préstecs que van proporcionar el 96 per cent de la seva base de capital. Si el bo mai va haver de ser pagat, els seus accionistes haurien estat pràcticament eliminats. Atès que els bancs no van a estendre el crèdit a una empresa acusada sota RICO, una acusació posaria a Drexel fora del negoci almenys una estimació, una acusació RICO hauria destruït l'empresa en un mes. Anys després, Drexel president i CEO Fred Joseph va dir que Drexel no va tenir més remei que declarar-se culpable perquè una institució financera no pot sobreviure a una acusació RICO.

### Les Grans Lligues
El 2002, els antics propietaris minoritaris de l'Expos de Mont-real equip de beisbol van presentar càrrecs sota la Llei RICO contra Grans Lligues comissionat Bud Selig i expropietari Expos Jeffrey Loria, al·legant que Selig i Loria van conspirar deliberadament per devaluar l'equip per al benefici personal en preparació per a un moviment Trobat el responsable, les Grans Lligues podrien haver estat responsables de fins a 300 milions de dòlars en danys punitius. El cas va durar dos anys. Amb el temps va ser enviat a arbitratge, on els àrbitres va fallar a favor de les Grans Lligues,que permet el pas a Washington a tenir lloc.

### Activistes pro-vida
lleis RICO van ser citats amb èxit a  ARA v. Scheidler , 510 EUA 249, 114 S. Ct. 798, 127 L.Ed. 2D 99 (1994), un joc en el qual certes parts, inclòs el Organització Nacional per a la Dona danys, buscats i una ordre judicial contra activistes pro-vida que físicament bloquegen l'accés a les clíniques d'avortament. El Tribunal va sostenir que una empresa RICO no necessita un motiu econòmic, i que el Pro-Vida Xarxa d'Acció per tant, podria qualificar com una empresa RICO. El Tribunal va remetre a la consideració de si PLA va cometre els actes necessaris en un patró d'activitat de delinqüència organitzada.

### Departament de Policia de Los Angeles
A l'abril de 2000, el jutge federal William J. Rea a Los Angeles, al poder en un cas d'escàndol, va dir que els demandants podrien perseguir reclamacions RICO contra la policia de Los Angeles, una troballa sense precedents. La idea que una organització policial podria caracteritzar-se com una empresa de delinqüència va sacsejar l'Ajuntament i encara més danyat la imatge ja prou bruta de la policia de Los Angeles. No obstant això, al juliol de 2001, el jutge de districte Gary A. Feess va dir que els demandants no estan legitimats per demanar a la policia de Los Angeles sota RICO, ja que al·leguen lesions personals, en lloc d'un dany econòmic o la propietat

### Mohawk Industries
El 26 d'abril de 2006, el Tribunal Suprem va jutjar Mohawk Industries, Inc v Williams., 05-465, 547, US 516 (2006), que es referia a quin tipus de corporacions caure sota l'abast de RICO. Mohawk Industries suposadament havien contractat immigrants il·legals, en violació de RICO. Es va demanar a la cort per decidir si Mohawk Industries, juntament amb les agències de reclutament, constituïa una "empresa" que podia ser processada sota RICO, però el juny d'aquest any va desestimar el cas i el va remetre al Tribunal d'Apel·lacions.

### Latin Kings
El 20 d'agost de 2006, a la Tampa, Florida, els Latin Kings, van ser detinguts en relació amb RICO per càrrecs de conspiració per participar en el crim organitzat i actualment en espera de judici. L'operació, denominada "Broken Crown". L'assentiment es va produir a l'American Club Carib. Juntament amb Oficina del Sheriff del Comtat de Hillsborough, Departament de Policia de Tampa, l'Oficina del Procurador de l'Estat, el FBI, Immigració i Control de Duanes, i el govern federal Oficina d'alcohol, tabac i Armes de Foc estaven involucrats en l'operació. Inclòs en l'arrest eren líder Gilberto Santana des de Brooklyn NY, el capità Luis Hernández, de Miami FL, afiliat Celina Hernández, afiliat Michael Rocca, afiliat Jessica Ramírez, afiliat Reinaldo Arroyo, afiliat Samual Alvarado, Omari Tolbert, Edwin De León, i molts altres, totalitzant 39.

### Família criminal Gambino
A més, a Tampa, el 16 d'octubre de 2006, quatre membres de la família criminal Gambino (Capo Ronald Trucchio, Terry Scaglione, Steven Catallono, Anthony Mucciarone i associar- Kevin McMahon) van ser processats d'acord amb els estatuts RICO, trobat culpable i condemnat a perpètua.

### Família Lucchese
A mitjans de 1990, de fiscals Gregory O'Connell i Charles Rose càrrecs RICO utilitzats per reduir el família Lucchese dins d'un període de 18 mesos. Desmuntatge de la família Lucchese va tenir un profund impacte financer en les empreses prèviament màfia va dur a terme com la construcció, peces de vestir, i transport d'escombraries. Aquí van dominar i van extorsionar diners a través d'impostos, quotes i quotes. Un exemple d'això va ser l'extorsió a través del negoci de les escombraries. El transport de les escombraries del World Trade Center costen els propietaris de l'edifici $ 1.2 milions per any per a ser retirat quan la màfia monopolitzat el negoci, en comparació amb $ 150.000 per any en el qual es podrien buscar ofertes competitives

### Equip de Chicago
El 2005, el EUA Departament de Justícia 's Secrets operació de la família acusat 15 Outfit membres i associats sota RICO predicats. Cinc acusats van ser declarats culpables de violacions Rico i altres delictes. Sis declarar-se culpable, dos van morir abans del judici i un era massa malalt per ser jutjat.

### Michael Conahan i Mark Ciavarella
Un gran jurat federal en el Districte Mitjà de Pennsylvania va emetre una acusació formal de 48 càrrecs contra l'ex Comtat de Luzerne Sala Penal jutges Michael Conahan i Marca Ciavarella. Els jutges van ser acusats de RICO després de la presumpta comissió d'actes de frau electrònic, frau postal, evasió d'impostos, la rentada de diners i frau de serveis honestos. Els jutges van ser acusats d'acceptar suborns per als juvenils d'habitatge, que els jutges condemnats per delictes menors majoritàriament, en un centre de detenció privat. L'incident va ser anomenat per molts diaris locals i nacionals com els "cabrits per a escàndol de diners en efectiu" El 18 de febrer de 2011, un jurat federal va trobar a Michael Ciavarella culpable d'extorsió a causa de la seva participació en l'acceptació dels pagaments il·legals de Robert Mericle, el desenvolupador de PA Child Care i advocat Robert Powell, co-propietari de la instal·lació a. Ciavarella s'enfronta a altres 38 càrrecs en una cort federal

### De Scott W. Rothstein
De Scott W. Rothstein és un advocat inhabilitat i el exaccionista gestió, president, i CEO del bufet d'advocats del desaparegut  'Rothstein Rosenfeldt Adler' . Va ser acusat de finançar la seva filantropia, les contribucions polítiques, els salaris de la firma d'advocats, i un estil de vida extravagant amb una massiva 1,2 mil milions de dòlars esquema Ponzi. L'1 de desembre de 2009, Rothstein es va lliurar a les autoritats federals i posteriorment va ser detingut per càrrecs relacionats amb RICOmalgrat la seva declaració de la lectura de càrrecs no era culpable, Rothstein va cooperar amb el govern i va revertir la seva declaració. el culpable de cinc delictes federals el 27 de gener de 2010. la fiança va ser denegada pel jutge federal Robin Rosenbaum, que va dictaminar que a causa de la seva habilitat per falsificar documents, va ser considerat un risc de fuga el 9 de juny de 2010, Rothstein va ser condemnat a 50 anys de presó després d'una audiència en la cort federal de Fort Lauderdale.

### AccessHealthSource
Onze acusats van ser acusats de càrrecs de RICO per suposadament ajudar a AccessHealthSource, un proveïdor de cura de salut local, en l'obtenció i el manteniment de lucratius contractes amb entitats governamentals locals i estatals en la ciutat del Pas, Texas, "a través del suborn de i suborns a funcionaris elegits o el propi. i altres, l'extorsió i amb aparença d'autoritat, fraus i artificis, enganys, promeses i representacions i la privació del dret dels ciutadans als serveis honestos dels seus funcionaris elegits locals "(vegeu l'ordre de processament)

### FIFA
Catorze acusats afiliats a FIFA van ser acusats sota la Llei RICO en 47 recomptes de "associació il·lícita, frau electrònic i rentat de diners conspiracions, entre altres delictes, en relació amb la participació dels acusats en un esquema de 24 anys per enriquir-se a través la corrupció del futbol internacional ". Els acusats inclouen a molts oficials actuals i anteriors d'alt rang de la FIFA i la seva filial CONCACAF. Els acusats suposadament havien utilitzat l'empresa com un front per recollir milions de dòlars en suborns que pot haver influït de Rússia i Qatar ofertes guanyadores per albergar els 2018 i 2022 Copa Mundial de la FIFA, respectivament,

### Companyia Drummond
El 2015, la Companyia Drummond va demandar advocats Terrence P. Collingsworth i William R. Scherer, el grup de defensa advocats dels drets internacionals (IRAdvocates), i home de negocis holandès Albert van Bilderbeek, un dels propietaris de Plans Oil, acusant-los de violar RICO al·legant que Drummond havia treballat al costat de Autodefenses Unides de Colòmbia per assassinar líders sindicals dins de la proximitat de les seves mines de carbó de Colòmbia, que Drummond nega.

## Lleis internacionals equivalents a RICO
La legislació nord-americana RICO té altres equivalents en la resta del món. Tot i la Interpol que té una definició uniforme dels crims RICO-com, la interpretació i l'aplicació nacional de la legislació (i l'aplicació) varia àmpliament. La majoria de les nacions cooperen amb l'aplicació dels Estats Units en la RICO només quan les seves pròpies lleis relacionades específicament es trenquen, però això és d'acord amb els protocols d'Interpol per a tals assumptes.
Per país, per ordre alfabètic:
- A Austràlia, la Comissió Australiana del Crim té poders sobre la base de la legislació i les regulacions similars.
- Al Canadà, la Reial Policia Muntada del Canadà i l'Oficina de la Superintendència Financera de fer complir les normes i reglaments que siguin equivalents a acumulativament RICO.
- Nova Zelanda té una disposició similar i comissió per Austràlia.

Sense altres nacions complir la legislació similar a la RICO molts casos transfronterers no serien possibles. En el cos total de casos RICO, que van anar a judici, almenys el 50% han tingut algun component d'execució no nord-americà a ells. La deslocalització de diners fora del sistema financer dels Estats Units com a part de crim organitzat (i especialment el blanqueig de diners) és típicament un factor important que contribueix a això.
No obstant això, altres països tenen lleis que permeten al govern apoderar-se de les propietats d'origen il·legal. Mèxic i Colòmbia tots dos tenen lleis específiques que defineixen la participació en organitzacions criminals com un delicte independent, i les lleis separades que permeten la confiscació dels béns relacionats amb aquests delictes. Aquest últim proporciona un capítol específic titulat "Cooperació Internacional", que indica a les autoritats mexicanes a cooperar amb les autoritats estrangeres pel que fa als actius del crim organitzat a Mèxic, i proporciona el marc perquè les autoritats mexicanes poden sol·licitar cortesament la cooperació de les autoritats estrangeres pel que fa als béns que es trobin fora de Mèxic, en termes dels instruments internacionals que poden ser part de.
Possiblement, això pot interpretar-se com que permet l'aplicació de la Llei RICO a Mèxic, sempre hi ha els corresponents acords internacionals entre Mèxic i els països amb RICO o disposicions equivalents.